# Hiệu ứng ốc đảo

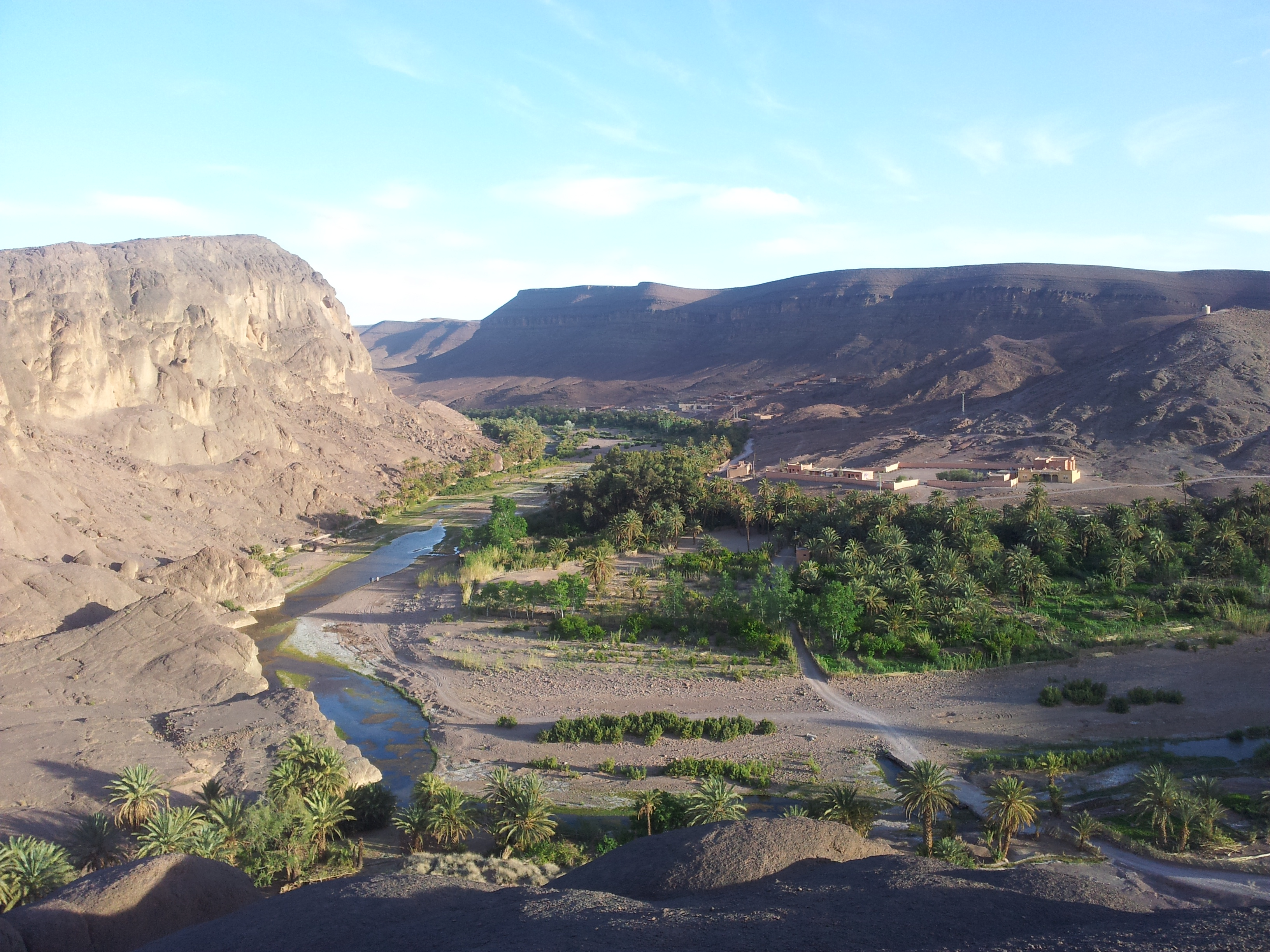
Bức ảnh này cho thấy sự tương phản rõ nét giữa ốc đảo và sa mạc xung quanh được tạo ra bởi hiệu ứng ốc đảo.

Hiệu ứng ốc đảo đề cập đến việc tạo ra một vi khí hậu địa phương mát hơn so với xung quanh khu vực khô do bốc hơi hoặc thoát hơi của nước nguồn hoặc của đời sống thực vật và suất phản chiếu cao hơn của đời sống thực vật so với đất trống. Hiệu ứng ốc đảo được đặt tên như vậy vì nó xảy ra trong ốc đảo sa mạc . Các nhà quy hoạch đô thị có thể thiết kế bố trí của thành phố để tối ưu hóa hiệu ứng ốc đảo để chống lại hiệu ứng đảo nhiệt đô thị. Vì nó phụ thuộc vào sự bốc hơi, hiệu ứng ốc đảo thay đổi theo mùa.

## Nguyên nhân
Một ốc đảo bao gồm hơi ẩm từ nguồn nước và/hoặc thực vật. Khi nước đó bay hơi hoặc thoát hơi, nhiệt từ môi trường xung quanh được sử dụng để chuyển chất lỏng thành khí trong phản ứng nhiệt, dẫn đến nhiệt độ cục bộ lạnh hơn. Hơn nữa, thảm thực vật có suất phản chiếu cao hơn mặt đất và phản chiếu nhiều ánh sáng mặt trời hơn, dẫn đến nhiệt độ đất thấp hơn, nhiệt độ không khí thấp hơn và vi khí hậu cục bộ mát hơn .

## Hiệu ứng theo mùa
Hiệu ứng ốc đảo xảy ra nổi bật nhất trong mùa hè vì nhiệt độ ấm hơn dẫn đến bốc hơi nhiều hơn. Vào mùa đông, hiệu ứng ốc đảo hoạt động khác nhau. Thay vì làm cho ốc đảo mát hơn, hiệu ứng ốc đảo làm cho nó ấm hơn vào ban đêm. Điều này xảy ra thông qua thực tế là cây ngăn nhiệt từ đất. Về cơ bản, bức xạ không thể được phát lại vào khí quyển vì cây cối đã chặn lại và hấp thụ nó.

## Quy hoạch đô thị

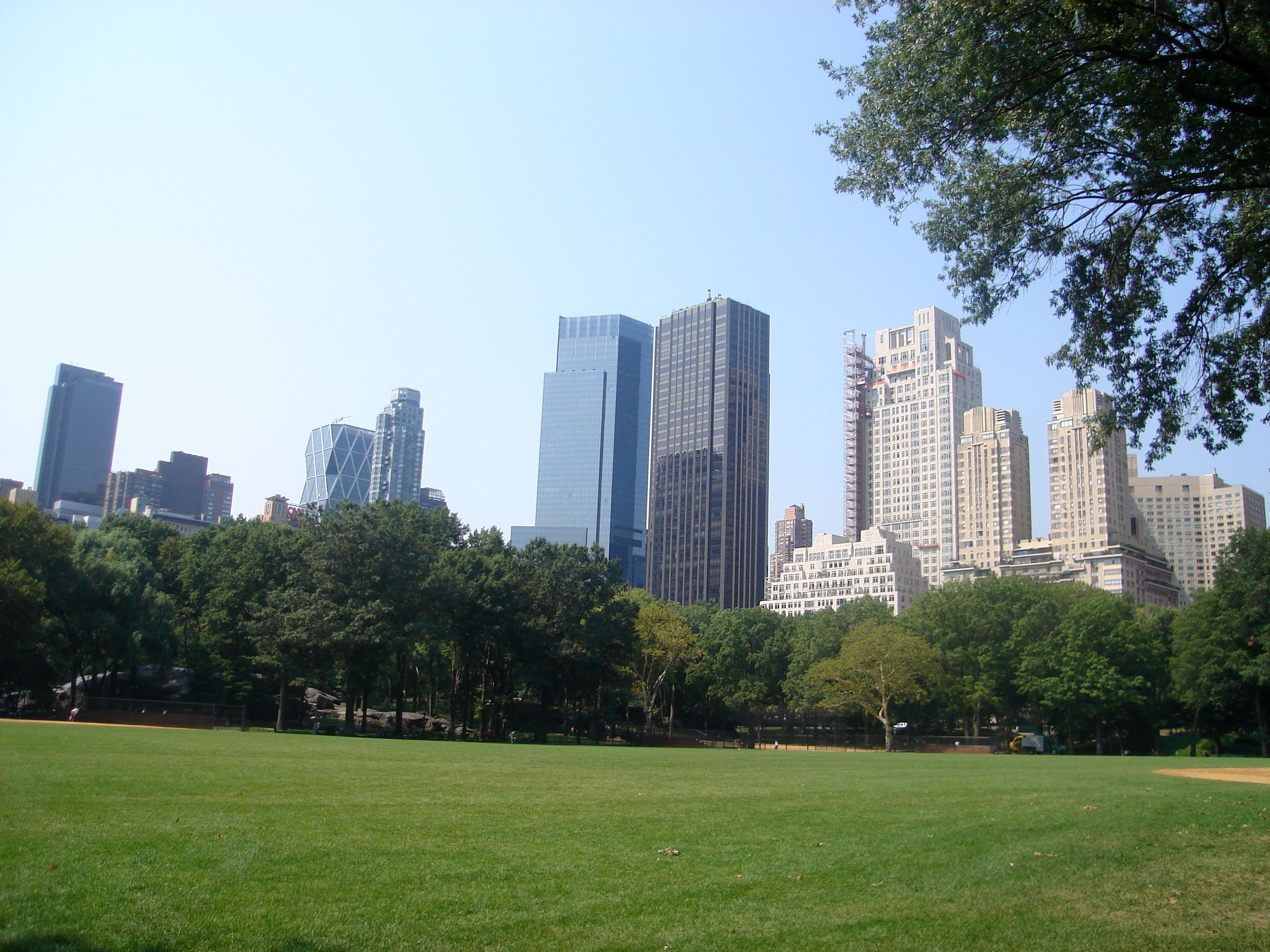
Các công viên như Công viên Trung tâm ở Thành phố New York giúp tạo hiệu ứng ốc đảo trong khu vực đô thị.

Hiệu ứng ốc đảo đóng một vai trò trong sự phát triển đô thị vì thực vật và các vùng nước làm cho các thành phố mát mẻ hơn. Theo đó, các thành phố có công viên sẽ có nhiệt độ thấp hơn vì thực vật có suất phản chiếu cao hơn mặt đất hoặc đường sá. Các khu vực có suất phản chiếu cao hơn phản phản xạ ánh sáng nhiều hơn mức chúng hấp thụ, dẫn đến nhiệt độ lạnh hơn. Thông thường, các thành phố nóng hơn vùng ngoại ô của chúng do dân số dày đặc, các tòa nhà và đường sá tối tăm và ô nhiễm; đây được gọi là hiệu ứng đảo nhiệt đô thị. Tuy nhiên, bằng cách bố trí cẩn thận cây cối, công viên và đời sống thực vật, các thành phố có thể tạo ra hiệu ứng ốc đảo của riêng mình. Bằng cách duy trì đời sống thực vật trên toàn thành phố, các nhà quy hoạch đô thị có thể tạo ra hiệu ứng ốc đảo  để mang lại hiệu ứng đảo nhiệt đô thị; thậm chí một sự tán xạ nhỏ của cây có thể làm giảm đáng kể nhiệt độ địa phương. Tuy nhiên, mối lo ngại có thể nảy sinh ở những vùng khô cằn với nguồn nước hạn chế, nơi các nhà quy hoạch thành phố có thể không muốn để nguồn nước ở ngoài trời để bốc hơi, và có thể không muốn hy sinh nước để bảo vệ cây cối.